# Giovanni Francesco Guerrieri
Giovanni Francesco Guerrieri (né à Fossombrone en 1589 et mort à Pesaro le 3 septembre 1657) est un peintre italien « caravagiste » .

## Biographie
Giovanni Francesco Guerrieri est né en 1589 à Fossombrone dans la région des Marches de Ludovico et Vittoria Draghi.
Son père, docteur en droit, notaire de 1587 à 1617, jouit d’une excellente estime auprès de ses concitoyens .
Nous ignorons de qui Guerrieri reçut sa première éducation artistique ; l’artiste ne fournit pas non plus d'informations utiles à ce sujet dans ses notes manuscrites.
Les premières œuvres du Guerrieri ont été réalisées pour la Ville de Barchi (aujourd’hui Terre Roveresche), comme il le mentionne lui-même dans la note des peintures de 1600 à 1605 .
Il s’agissait d’une Nativité du Christ pour l’église de San Giovanni, d’une Madone avec le Christ dormant pour le capitaine Ascanio Lenzi et d’un San Francesco, dont on ne précise pas le commanditaire, et toutes les œuvres perdues.

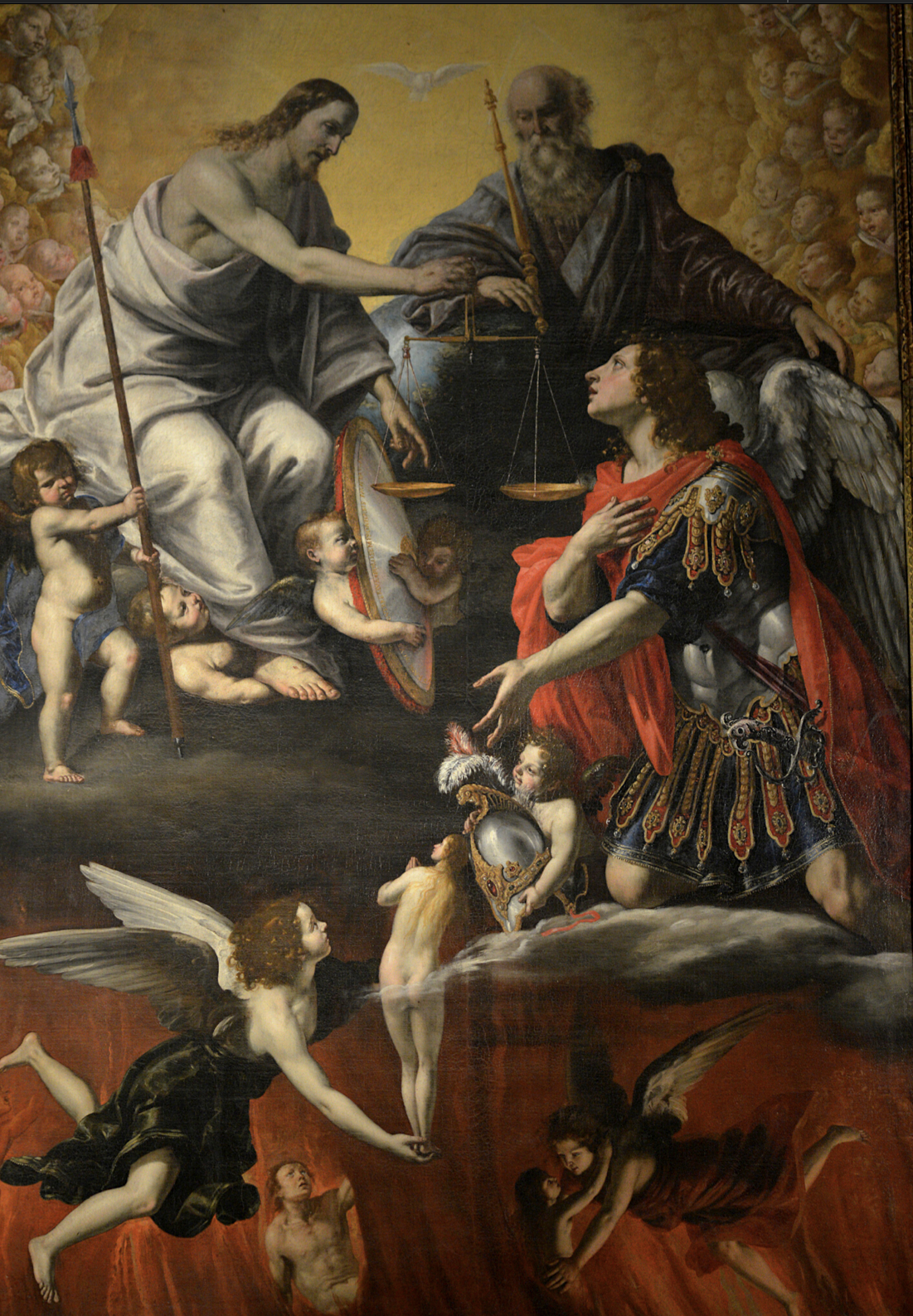
La Trinité et l'Archange saint Michel - Giovan Francesco Guerrieri - Église San Filippo de Fossombrone

Guerrieri nous informe que « du temps où (s)on père fut podestat de Mombaroccio, (il) fit une bannière avec les armes du comte de part et d’autre de la Communauté avec les frises autour, et une Madone pour la salle du Conseil : j’eus trente boucliers » ( )
Il s’agit à nouveau d’œuvres dispersées et il est établi que la commission date de 1602 (Allegretti; Cellini, G.F. G., 1997, p. 207). Mombaroccio était le fief des Bourbon Del Monte; et seigneur en était à cette époque Guidobaldo Del Monte, célèbre mathématicien et collectionneur d’œuvres d’art, frère du cardinal Francesco Maria, protecteur du Caravage (Michelangelo Merisi)
On a supposé que ce dernier a pu jouer un rôle important dans l’introduction du jeune Marchisan dans le milieu artistique romain.
Toujours selon les notes du Guerrieri, en 1605, il se trouvait à Pesaro, où il avait peint deux tableaux, un San Pelingotto et un Saint François d'Assise avec les stigmates, aujourd’hui perdus, payés à son père.  Pour Emiliani, Giovanni Francesco Guerrieri aurait pu y connaître les œuvres de Giovanni Giacomo Pandolfi et de Federico Zuccari.
En 1606, il se rend à Rome où il étudie auprès d'artistes notables comme Orazio Gentileschi.

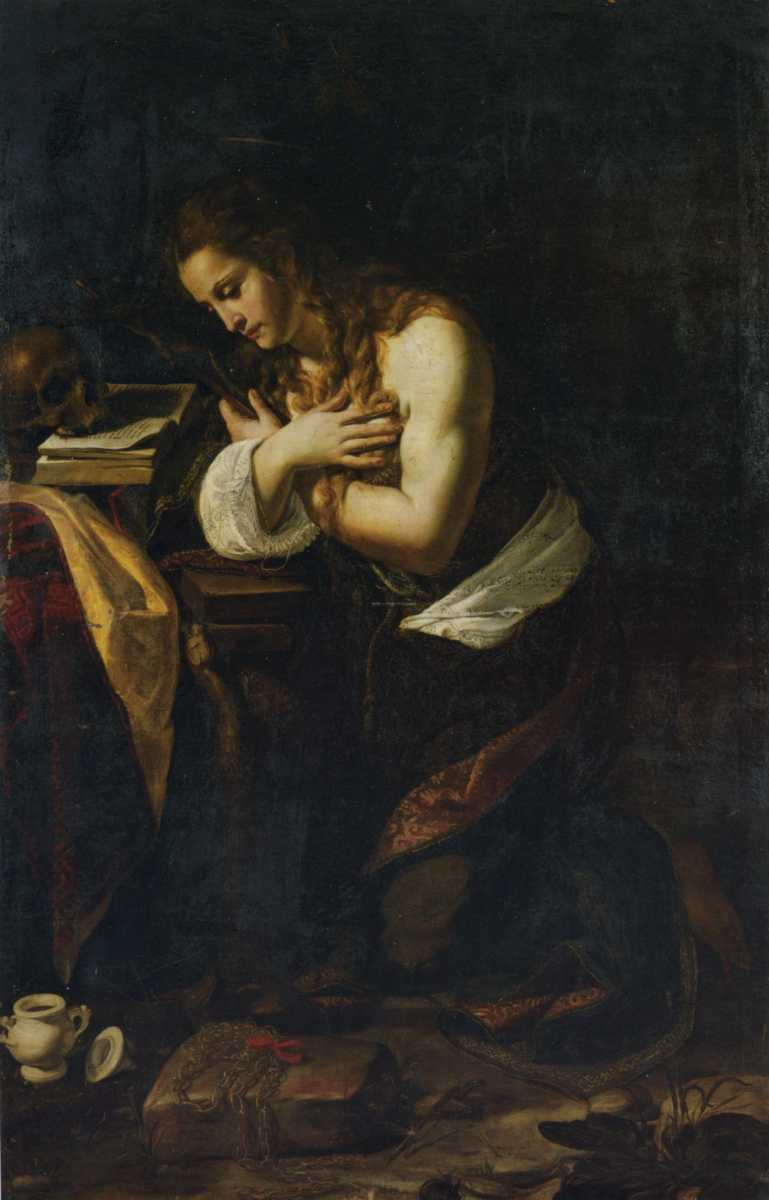
Sainte Marie Madeleine, 1611, Fondation Caisse d’Épargne de Fano

Il peint sa première œuvre attestée en 1611, signée et datée, à l’âge de vingt-deux ans comme le dit l’inscription apposée, peut-être exécutée à Rome ou durant l’un de ses retours à Fossombrone et représente la Madeleine pénitente (Fano, Fondazione Cassa di risparmio, provenant de la collection Cappellani-Pace de Fossombrone) 
Œuvre où l’on reconnait un goût pour les détails d’origine nordique et sur un sens de la forme qui rappelle les Toscans, en particulier Ludovico Cardi, dit le Cigoli.
On a également supposé une relation avec des artistes du caravagisme dit modéré, dont Orazio et Artemisia Gentileschi. Il existe aujourd’hui une réplique plus tardive de cette toile à la Pinacothèque de Fano.

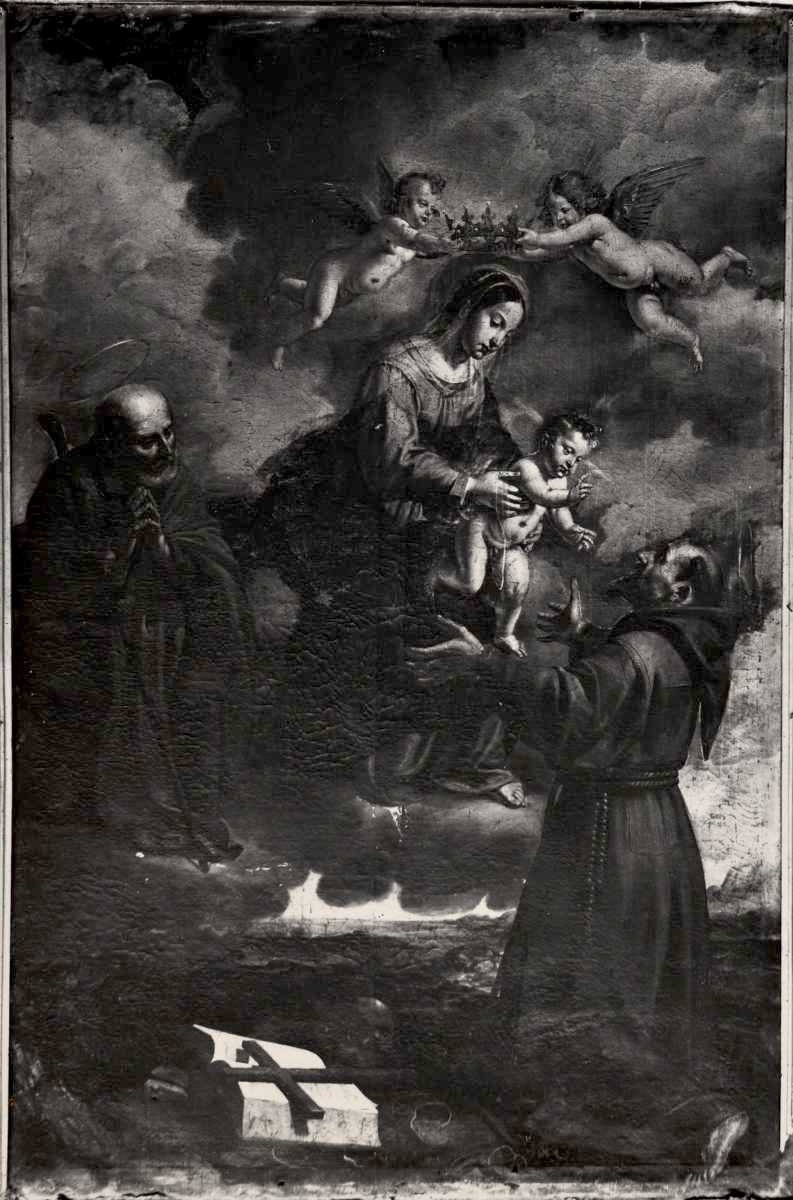
Giovanni Francesco Guerrieri - Madone à l'Enfant avec saint françois d'Assise et autre saint franciscain, Cathédrale de Fossombrone

De cette première période romaine, elle est également considérée comme une copie de la Déposition du Caravage, qui se trouvait à l’origine à San Francesco di Sassoferrato, enlevée par les troupes napoléoniennes et transférée à Milan où elle est encore conservée dans l’église de San Marco.
Le 25 septembre 1611, Guerrieri est à Fossombrone où il reçoit un paiement pour l’achat de la toile pour le tableau avec la Crucifixion et saints, commandé par la Confrérie locale de S. Rocco.
Dans une autre note de paiement, le frère Andrea aurait reçu un acompte de 18 écus pour le même tableau.
Le 30 mai 1612, dans la révision des comptes de la Confrérie, il est fait référence au cadre "que fait M. Francesco Guerrieri à Rome"
Un autre paiement à Andrea à Fossombrone pour le retable de la Crucifixion a été enregistré le 9 novembre 1613 ; tandis que le solde a été remis à son père, Ludovico, le 18 juin 1614.
De l’œuvre, en quasi-totalité détruite, ne subsiste qu'un fragment avec saint Roch et la Marie-Madeleine conservé dans le Musée civique de Fossombrone dont il demeure encore un certain effet dramatique.
Le 2 juin 1613, les pères oratoriens de la Vallicella achètent une peinture avec Saint Philippe et Saint Charles Borromée, sans en spécifier l’auteur, et qui a récemment été identifié comme étant de la main de Guerrieri.

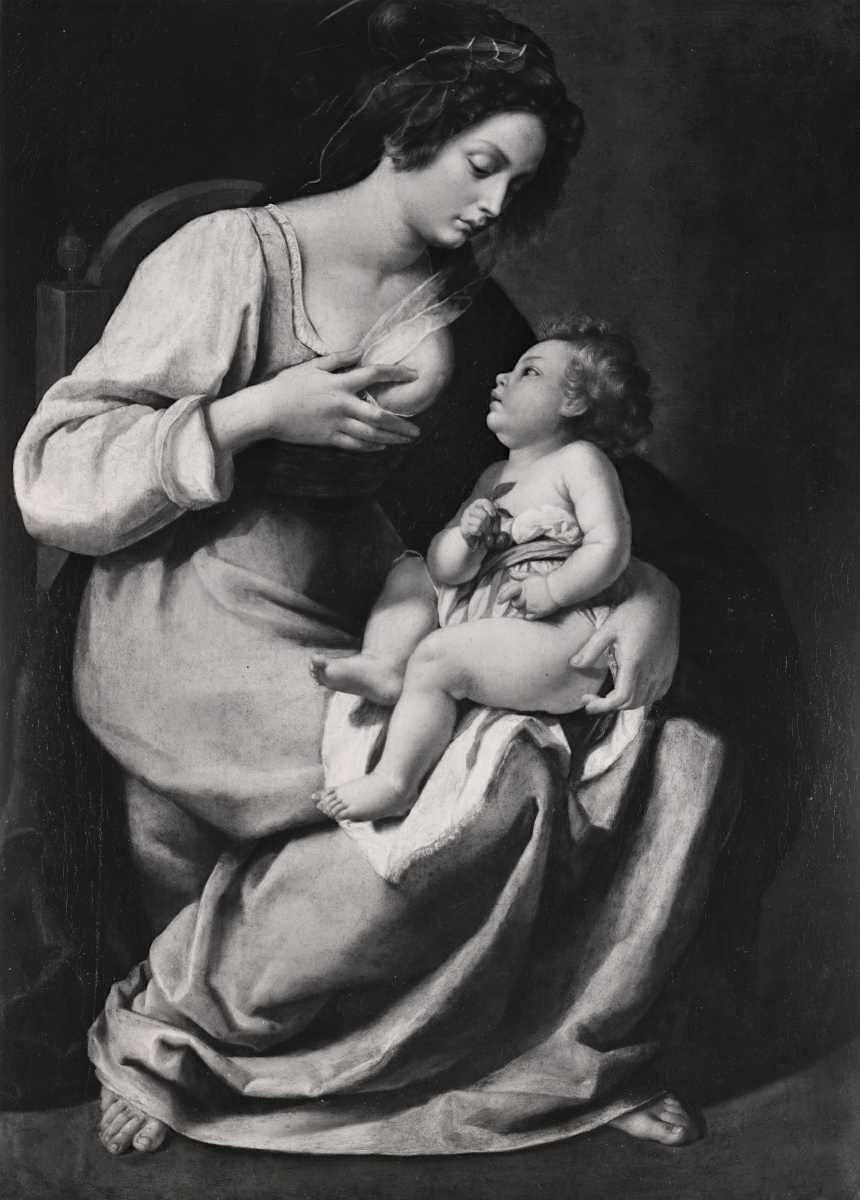
Madone allaitant l'Enfant - Giovanni Francesco Guerrieri - Palazzo Pitti à Florence

De retour à Sassoferrato, Giovanfrancesco peint dans l’église de Santa Maria del Piano les miracles de saint Nicolas de Tolentino dans la chapelle du même nom, construite en 1613 par Vittorio Merolli archiatre du Pape Paul V Borghese, comme le rappelle l'artiste dans ses mémoires ; miracles de saint Nicolas de Tolentino pour laquelle il reçoit, en plus d’une compensation en écus, le remboursement des frais de couleurs et de bouche pour un assistant et pour lui-même.
La toile du Miracle de la canne, sur laquelle on notera la riche palette expressive des portraits, est signée et datée de 1614 par le peintre qui se déclare âgé de vingt-six ans.
Rentré chez lui en 1614, il achève une deuxième version de l’œuvre Miracles de Saint-Nicolas de Tolentino.
Mis à part la référence directe et explicite à la Vocation de Saint Matthieu de Caravage avec le personnage à lunettes sur l’extrême gauche, on a voulu souligner chez Guerrieri une grande proximité avec la peinture d'Orazio Borgianni et celle d'Antiveduto Grammatica, ou au classicisme naturaliste du Dominiquin et dans un moindre mesure avec celle bien qu'incomparable peinture d’Orazio Gentileschi.

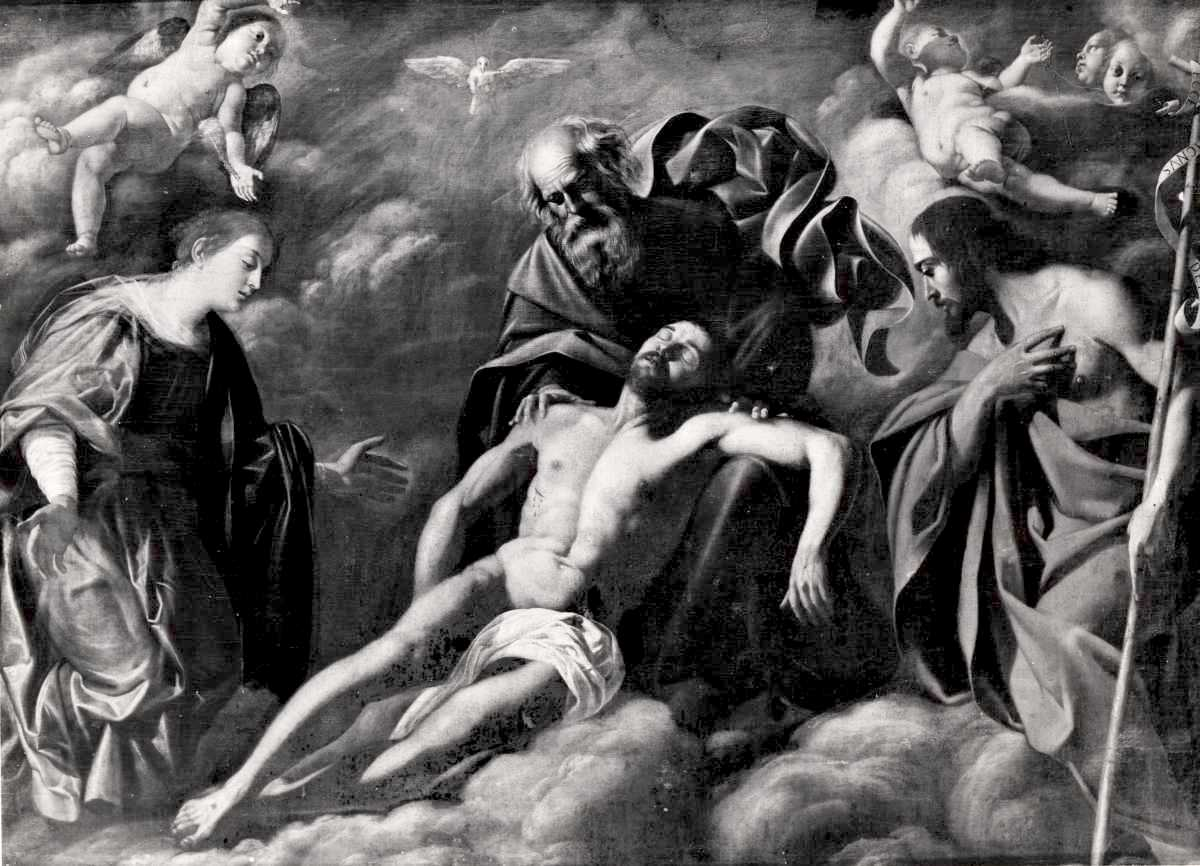
Pietà de Giovanni Francesco Guerrieri, Musée du Trésor, Palais Apostolique de la sainte Maison de Lorette

Il faut signaler également des voix qui supposent les influences de Simon Vouet et de la peinture toscane, sans oublier un certain répertoire tardomanieriste emprunté à Simone De Magistris.
Une autre œuvre signée et datée de 1614, représente Saint Romuald dans l’ abbaye de Valdicastro (près de Fabriano).
Parmi les œuvres de cette période, Emiliani cite une Sainte Cécile (Fano, Fondazione Cassa di risparmio), très usée.
Toujours dans Sassoferrato, et encore dans S. Maria del Piano, il y a une toile avec la Vierge, l’Enfant et les SS. Agostino et Monica, signée et datée de 1615, commandée par Nicola Volponi, également marquée dans les notes perdues du G. (). En elle, en plus des notes gentileschiennes, imprimées par Andrea Boscoli avec des accents de peinture réformée.
La toile avec la Croix, la Vierge, saint Jean et Marie Madeleine (Pesaro, Fondazione Cassa di risparmio) évoque les fresques de Fabriano dans la cathédrale de San Venanzo di Gentileschi, mélangeant les nouveautés naturalistes avec les vieilles solennités intemporelles.

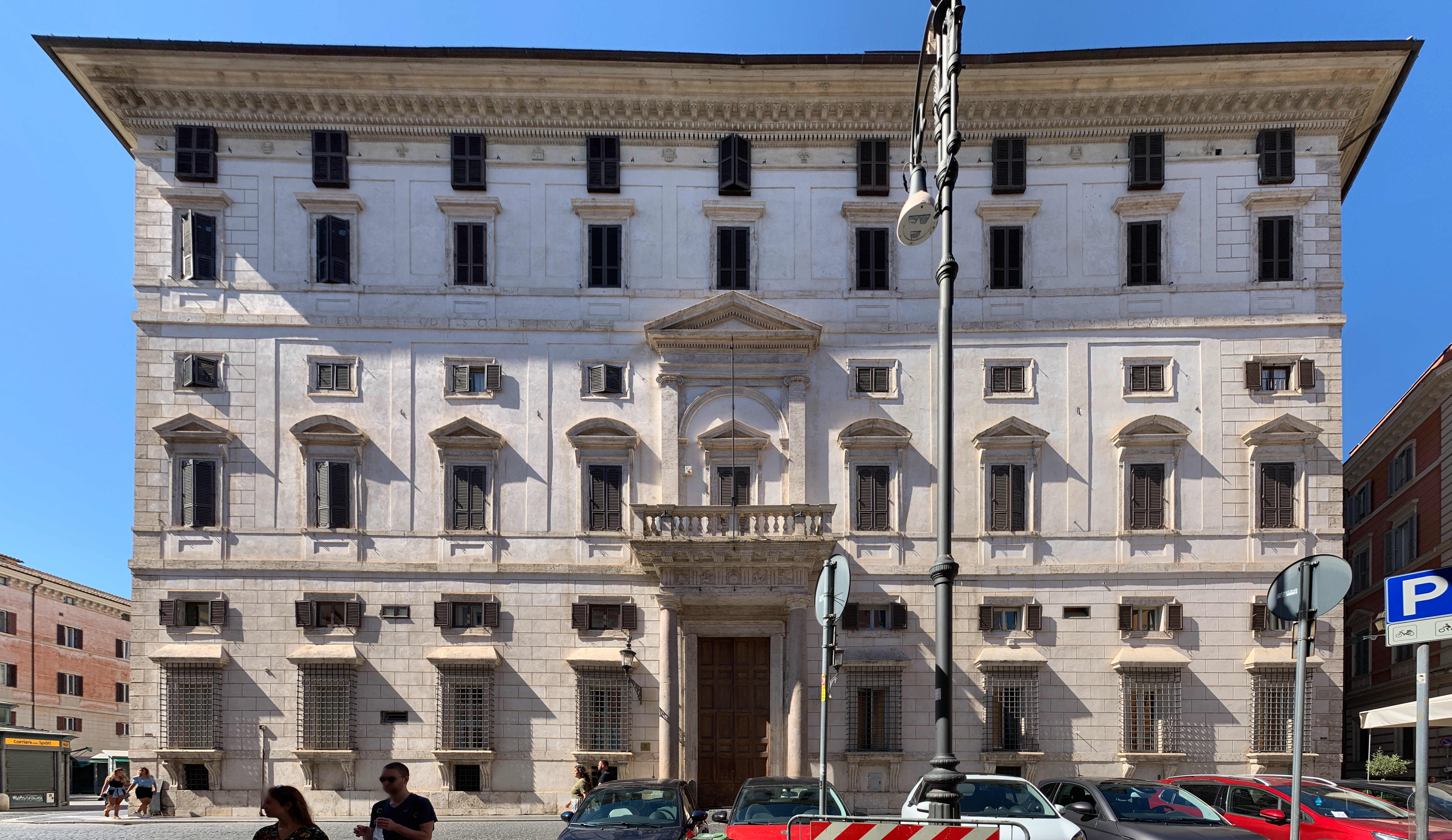
Palais Borghese

À proximité des fresques de Fabriano, il faut évaluer le très controversé retable avec San Carlo orante dans la cathédrale de Fabriano, attribué indifféremment à Guerrieri ou Gentileschi, ou réalisée à moitié par les deux, commencée par Gentileschi et terminée par Guerrieri.
Le retable avec la circoncision en San Francesco di Sassoferrato, mentionné par Guerrieri dans ses notes confirme l’attachement avec les œuvres de Gentileschi Commandé par la Confrérie du Sacrement le 30 oct. 1614 avec l’engagement de la livrer avant Noël 1615; peut-être en raison d’un retard de paiement, l’accord fut rendu public par le G. le 3 novembre 1618 (Id., 1997, p. 27 n. 34).

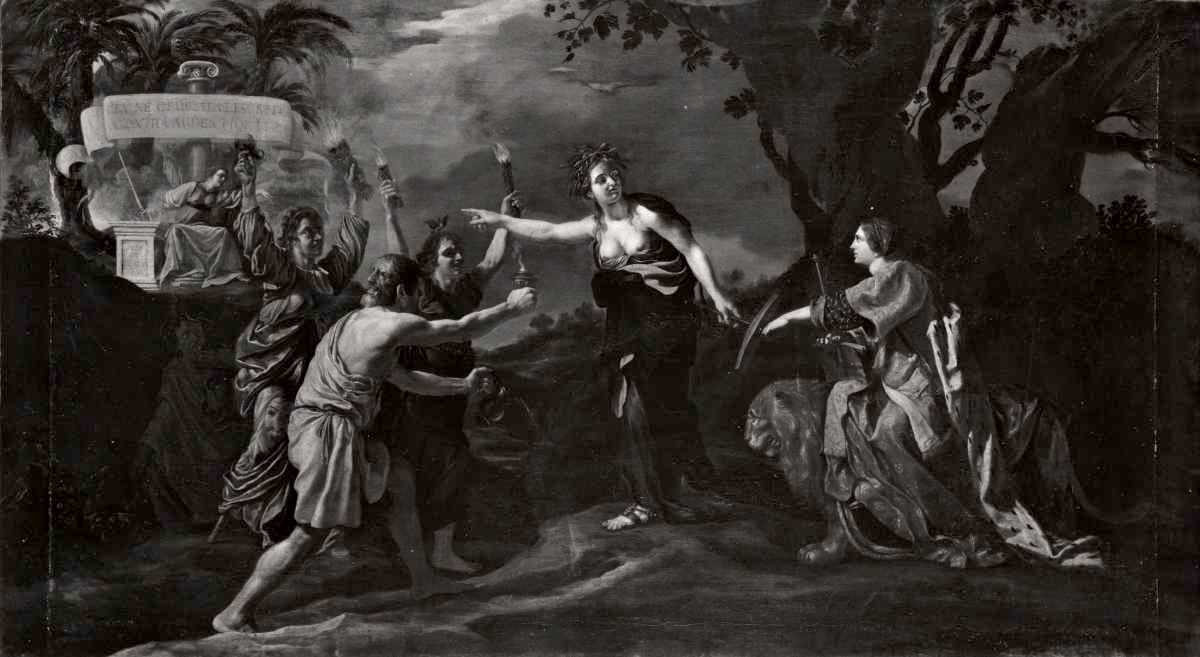
Allégorie de la Virilité qui vainc la tromperie, le mensonge, la médisance et l’envie, huile sur toile, cm 73.7 × 123.7 - Giovanni Francesco Guerrieri, Galleria Pallavicina à Rome

À la fin de 1615, Giovanfrancesco Guerrieri est appelé par Marcantonio II Borghese à Rome pour décorer des pièces dans le palais familial  à Campo Marzio  et reçoit l’aide de quelques collaborateurs : son frère Federico Guerrieri, Francesco Fransi, Abele Rampunion, Ambrogio Lucenti et un tel Avantino, qu’il a voulu identifier avec Avanzino Nucci (Della Pergola, 1956, p. 214-237).
Les paiements se suivent du 28 novembre 1615 au 6 septembre 1618 pour les décorations exécutées dans trois chambres à l’étage noble vers le jardin, pour une frise sur toile dans une chambre de l’ancien appartement vers la place et pour certains tableaux avec des fonctions de superposition.
Les années 1630 et 1640 enregistrent également une intense activité artistique de Guerrieri
Le travail de Guerrieri pour le palais Borghese mettent en évidence un engagement du Guerrieri tant du point de vue iconographique que stylistique.
Guerrieri se rend une seconde fois à Rome et reçoit une commande de Marcantonio Borghese pour réaliser des fresques et des tableaux. Une fois le travail achevé, il retourne à Fossombrone et continue à peindre.
Il déménage à Pesaro pour vivre avec son autre fille Camilla Guerrieri, qui était aussi peintre. Il meurt à Pesaro le 3 septembre 1657.

## Œuvres
Quelques-unes des œuvres : 
- Circoncision de Giovanni Francesco Guerrieri pour l’Église San Francesco de Sassoferrato.

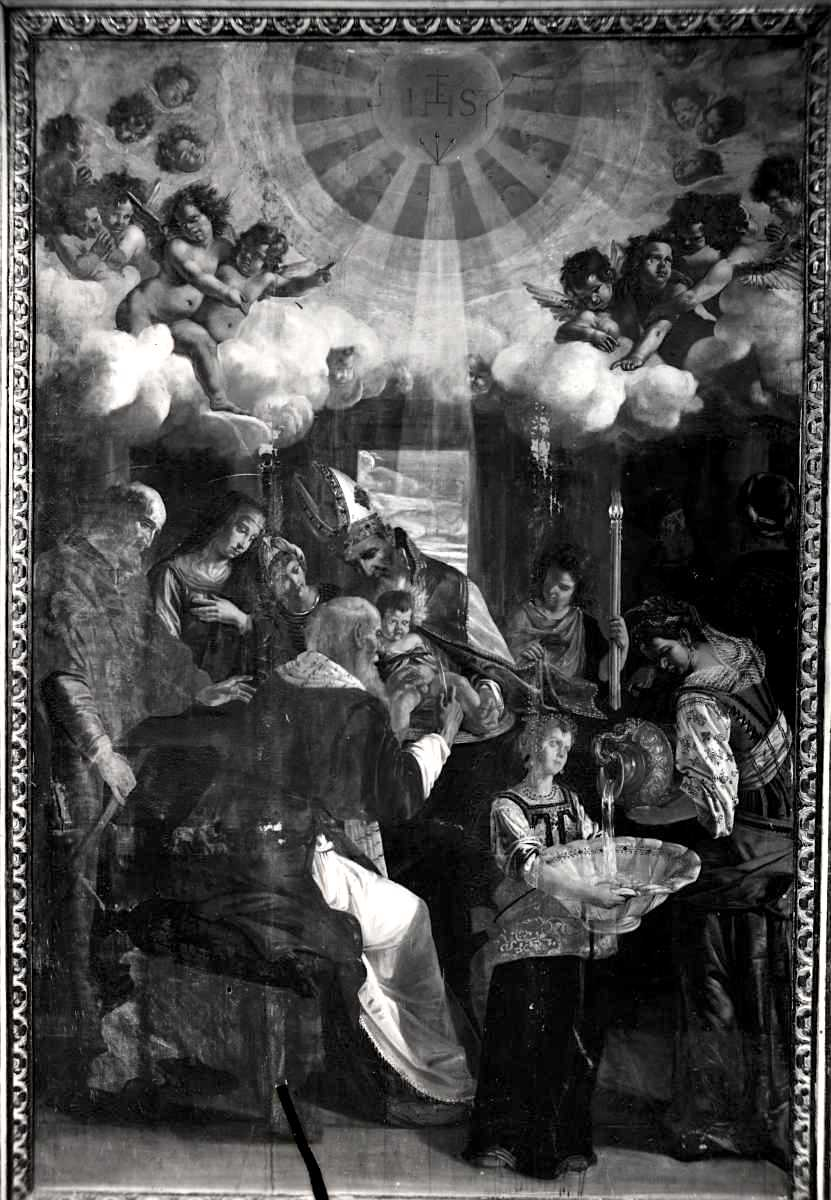
Circoncision de Giovanni Francesco Guerrieri pour l’Église San Francesco de Sassoferrato.

- Rêve de saint Joseph, signé et daté 1631, déjà à San Pietro in Valle, maintenant à la Pinacothèque civique de Fano, qui peut être combiné avec les résultats d’un Pasquale Ottino ou de Domenico Sellafia (Emiliani, 1997, p. 115);
- Saint Charles Borromée en gloire à Mercatello sul Metauro, collégiale de S. Veronica;
- San Giacomo della Marca, signé et daté 1631, à Fossombrone;
- le retable de la paroisse de Montemontanaro avec la Vierge et les saints d’où transparaît une influence sensible de Claudio Ridolfi (ibid., p. 127).
- Vierge à l’Enfant et s. Antonio de Padoue, à Saltara, S. Maria del Gonfalone, au purisme accentué et dont une réplique est signalée par Contini dans la chapelle de Strada dans le Casentino (ibid. p. 128 s.).
- Vierge qui tend l’Enfant à saint François et sainte Catherine (Fossombrone, Musée civique, provenant de S. Bernardino), signée et datée de 1636.

Dans les années 1640
- Saint Philippe en extase (Mercatello sul Metauro, Madonna del Metauro) ;
- Saint Pierre en prison (Urbino, Galerie nationale), de datation controversée.
- Martyre de saint Siméon et saint Judas (Mondolfo, S. Maria del Soccorso), 1649
- Sainte Famille (Fossombrone, Quadreria Cesarini, de la maison Chiavarelli : , qui représente bien la phase tardive du Guerrieri, quand il atténue le naturalisme avec des cadences En plus de rappeler le Guercino, ils rappellent aussi la peinture de Simone Cantarini.

## Liens
- Peintres nés dans les Marches